# Nikołaj Bielajew (polityk)
Nikołaj Iljicz Bielajew (ros. Николай Ильич Беляев, ur. 1 lutego 1903 we wsi Kuterem w guberni ufijskiej, zm. 28 października 1966 w Moskwie) – radziecki polityk, I sekretarz KC Komunistycznej Partii Kazachstanu (1957-1960), członek KC KPZR (1952-1961), sekretarz KC KPZR (1955-1958), członek Prezydium (Biura Politycznego) KC KPZR (1957-1960).
Od 1919 sekretarz rejonowego komitetu Komsomołu w guberni ufijskiej, potem sekretarz odpowiedzialny powiatowego komitetu Komsomołu w Baszkirskiej ASRR, od 1921 w RKP(b), 1925 ukończył Moskiewski Instytut Gospodarki Ludowej im. Plechanowa. Od 1925 przewodniczący zarządu okręgowego związku spółdzielni rolniczych, 1932-1937 szef Traktorocentra Zachodniosyberyjskiego Oddziału Rolniczego, 1938-1939 zastępca zarządcy Nowosybirskiej Kontroli Obwodowej "Zagotzierno", 1940-1941 przewodniczący Obwodowego Związku Spółdzielni Spożywców w Nowosybirsku. Od 1941 sekretarz Komitetu Obwodowego WKP(b) w Nowosybirsku ds. przemysłu spożywczego, później I zastępca przewodniczącego Komitetu Wykonawczego Rady Obwodowej w Nowosybirsku, od stycznia do sierpnia 1943 przewodniczący Komitetu Wykonawczego Ałtajskiej Rady Krajowej. Od sierpnia 1943 do lipca 1955 I sekretarz Ałtajskiego Krajowego Komitetu WKP(b)/KPZR, od 14 października 1952 do 17 października 1961 członek KC KPZR, od 12 lipca 1955 do 12 listopada 1958 sekretarz KC KPZR. Od 27 lutego 1956 do 29 czerwca 1957 członek i zastępca przewodniczącego Biura KC KPZR ds. Rosyjskiej FSRR, od 29 czerwca 1957 do 4 maja 1960 członek Prezydium KC KPZR. Od 26 grudnia 1957 do 19 stycznia 1960 I sekretarz KC KP Kazachstanu, od 28 stycznia do 25 czerwca 1960 I sekretarz Stawropolskiego Krajowego Komitetu KPZR, od lipca 1960 na emeryturze. Deputowany do Rady Najwyższej ZSRR od 2 do 5 kadencji. Odznaczony dwoma Orderami Czerwonego Sztandaru Pracy (11 maja 1942 i 4 lutego 1953). Pochowany na Cmentarzu Nowodziewiczym.